# Върбан Генов
Върбан Христов Генов е български предприемач и политик, кмет на Орхание в периода 1908 – 1910 г.
Заедно с Нако Стефанов открива една от първите цигларски работилници в Орхание, която се нарича „Сърбина“. През 1908 г. е избран от Общинския съвет за кмет, но мандатът му е прекратен преждевременно. По време на неговото управление се утвърждават търговете и тръжната политика в дейността на Общината. Полагат се грижи за образованието и здравеопазването в града.